# Jacques Abbadie

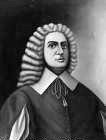
Jakob Abbadie.

Jacques Abbadie [abadi'], född 1654 i Béarn, död 1727, var en framstående reformert teolog.

## Biografi
Jacques Abbadie var först predikant vid franska kyrkan i Berlin och sedan vid Savoykyrkan i London.

## Verk
De förnämsta av hans många skrifter är: L'art de se connoître soi-même och Traîté de la vérité de la religion chrétienne, som översatts till flera språk.

### Citat
I "Traîté de la vérité de la religion chrétienne" förekommer uttrycket:

"… ont pû tromper quelques hommes, ou les tromper tous dans certains lieux & en certains tems, mais non pas tous les hommes, dans tous les lieux & dans tous les siécles"

som antas vara ursprung till uttrycket:

"You can fool all the people part of the time, or you can fool some people all the time, but you cannot fool all people all the time."

vilket, antagligen felaktigt, attribuerats till Abraham Lincoln. En förkortad form ingår i texten till Bob Marleys Get Up, Stand Up.